# Pierre Karl Péladeau

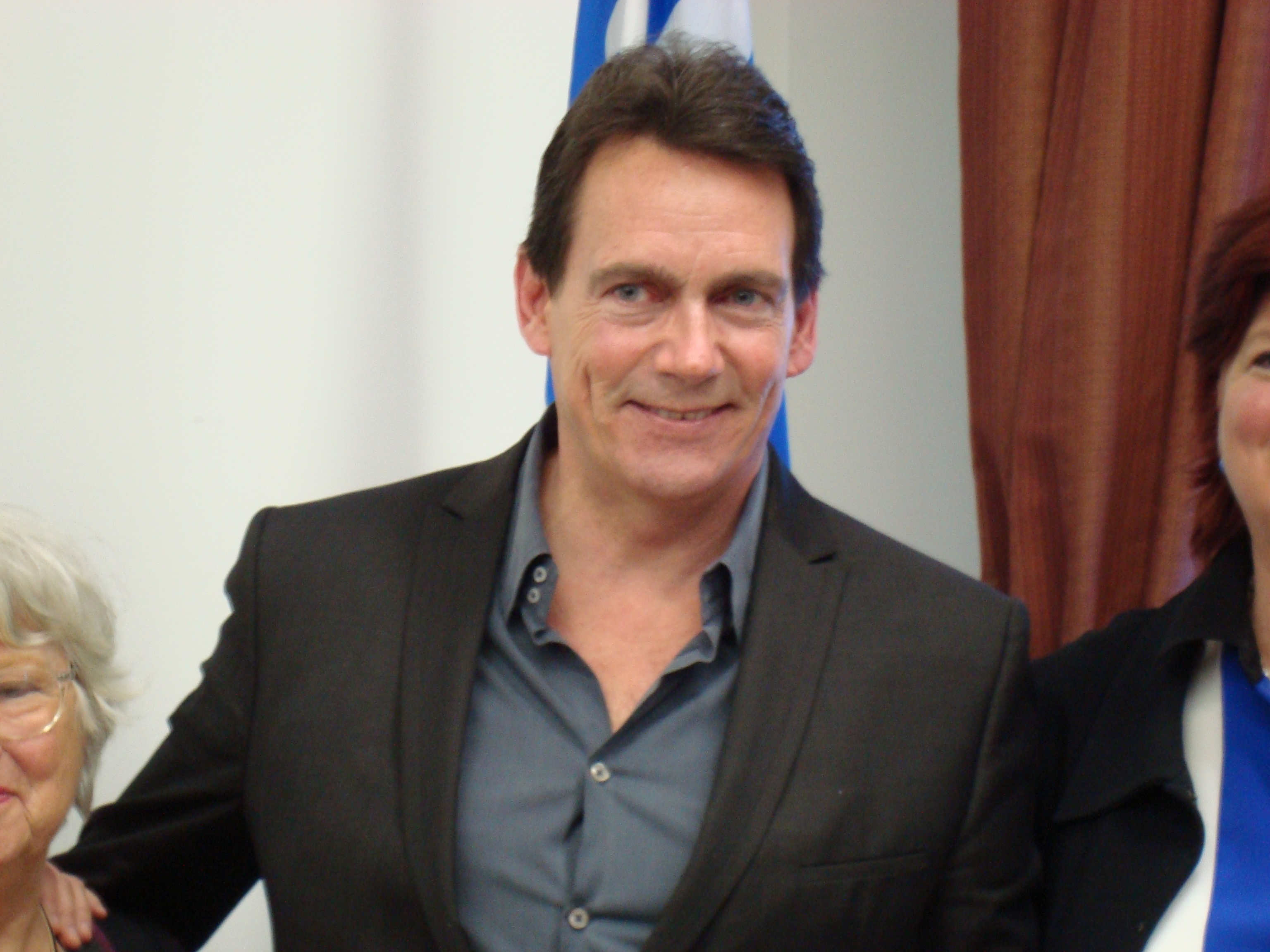
Pierre Karl Péladeau

Pierre Karl Péladeau (* 16. Oktober 1961 in Montreal) ist ein kanadischer Politiker. Von 1999 bis 2013 war er Präsident und CEO des Medienkonzerns Quebecor.
Am 15. Mai 2015 wurde er zum Parteivorsitzenden der Parti Québécois gewählt und ist damit der offizielle Oppositionsführer im Parlament der kanadischen Provinz Québec.